# Bürgermeisterwahlen in Königs Wusterhausen
Die Bürgermeisterwahlen in Königs Wusterhausen finden alle acht Jahre statt.

## Bürgermeisterwahlen 2001
Hauptamtlicher Bürgermeister der Stadt Königs Wusterhausen war bis Februar 2002 Jochen Wagner von der SPD. Als hauptamtlicher Bürgermeister wurde er 1993 auf acht Jahre gewählt. Als Gegenkandidaten haben sich Stefan Ludwig von der damaligen PDS sowie Simone Krause von der Unabhängigen Frauenliste aufstellen lassen. Da die Parteien CDU, FDP und die Grünen geringe Erfolgsaussichten hatten, haben alle drei Ortsverbände den Kandidaten der SPD unterstützt und keine eigenen Bewerber nominiert.

### Hauptwahlergebnis
Die Hauptwahl fand am 11. November 2001 statt und brachte folgendes Ergebnis:
| Laufende Nummer | Name Bewerber/in | Name Wahlvorschlagträger | Stimmenanteil in % |
| --------------- | ---------------- | ------------------------ | ------------------ |
| 1               | Wagner, Jochen   | SPD                      | 42,36              |
| 2               | Ludwig, Stefan   | PDS                      | 48,63              |
| 3               | Krause, Simone   | UFL                      | 9,01               |

### Stichwahlergebnis
Da im ersten Wahlgang kein Kandidat die absolute Mehrheit der abgegebenen Stimmen auf sich vereinigen konnte, musste am 2. Dezember 2001 eine Stichwahl abgehalten werden, in der noch die beiden Kandidaten mit dem höchsten Stimmenanteil zur Wahl standen.
| Laufende Nummer | Name Bewerber/in | Name Wahlvorschlagträger | Stimmenanteil in % |
| --------------- | ---------------- | ------------------------ | ------------------ |
| 1               | Wagner, Jochen   | SPD                      | 47,16              |
| 2               | Ludwig, Stefan   | PDS                      | 52,84              |

Neuer hauptamtlicher Bürgermeister der Stadt war somit Stefan Ludwig (Die Linke). Er wurde in der Stichwahl mit knapp 53 Prozent der Wählerstimmen gewählt.
Die nächste Wahl fand am 27. September 2009 statt. Der amtierende Bürgermeister stand für diese Wahl nicht mehr zur Verfügung.

## Bürgermeisterwahlen 2009
Hauptamtlicher Bürgermeister der Stadt Königs Wusterhausen war bis Oktober 2009 Stefan Ludwig von der Partei Die Linke. Als hauptamtlicher Bürgermeister wurde er 2001 auf acht Jahre gewählt. Da der bis dahin amtierende Bürgermeister nicht mehr für die Wahl zur Verfügung stand, musste die Wahl einen neuen Bürgermeister bestimmen. Als Kandidaten haben sich Michael Reimann von der Linken, Lutz Franzke von der SPD, die ehemalige Bürgermeisterin des heutigen Stadtteils Zeesen Barbara Wolff vom BürgerBündnis und Kersten Radzimanowski von der NPD aufstellen lassen. Die Parteien CDU, FDP und die Grünen stellten, mangels Erfolgsaussichten, keinen eigenen Kandidaten auf und unterstützten offen den Kandidaten der SPD, da sie diesen als aussichtsreichsten Gegenkandidaten zum Bewerber der Linkspartei sahen.

### Hauptwahlergebnis
Die Hauptwahl fand am 27. September 2009 statt. Aufgerufen waren 28.669 Wahlberechtigte, welches folgendes Ergebnis brachte:
| Laufende Nummer | Name Bewerber/in       | Name Wahlvorschlagträger | Stimmenanteil in % |
| --------------- | ---------------------- | ------------------------ | ------------------ |
| 1               | Reimann, Michael       | Die Linke                | 34,58              |
| 2               | Franzke, Lutz          | SPD                      | 39,80              |
| 3               | Wolff, Barbara         | BürgerBündnis            | 21,62              |
| 4               | Radzimanowski, Kersten | NPD                      | 4,00               |

Die Wahlbeteiligung betrug mit 19.370 abgegebenen Stimmen 67,56 %. Davon waren 18.987 Stimmen gültig. Die erforderliche Stimmenanzahl für die Wahl zum Bürgermeister hätte somit 9.494 betragen. Da die Anzahl Stimmen von keinem Kandidaten vereinigt werden konnte, musste, wie bereits bei der Bürgermeisterwahl 2001, eine Stichwahl über den zukünftigen Bürgermeister entscheiden.

### Stichwahlergebnis
Da im ersten Wahlgang kein Kandidat die absolute Mehrheit der abgegebenen Stimmen auf sich vereinigen konnte, musste am 11. Oktober 2009 eine Stichwahl abgehalten werden, in der noch die beiden Kandidaten mit dem höchsten Stimmenanteil zur Wahl standen. Aufgerufen waren diesmal 28.697 Wahlberechtigte.
| Laufende Nummer | Name Bewerber/in | Name Wahlvorschlagträger | Stimmenanteil in % |
| --------------- | ---------------- | ------------------------ | ------------------ |
| 1               | Reimann, Michael | Die Linke                | 45,09              |
| 2               | Franzke, Lutz    | SPD                      | 54,91              |

Die Wahlbeteiligung lag mit 10.296 abgegebenen Stimmen nur noch bei 35,88 %. Dieser Unterschied erklärt sich vor allem damit, dass die Hauptwahl gleichzeitig mit der Bundestagswahl 2009 stattfand, wo traditionell mehr Wahlberechtigte mobilisiert werden können. Zur Wahl des Bürgermeisters mussten 5.115 Stimmen auf einen Kandidaten vereinigt werden. Der Bewerber der SPD erhielt 5.616 Stimmen.
Neuer hauptamtlicher Bürgermeister der Stadt ist somit Lutz Franzke (SPD). Er wurde in der Stichwahl mit knapp 55 Prozent der Wählerstimmen gewählt.
Die nächste Wahl findet am 24. September 2017 zeitgleich mit der Bundestagswahl statt.